# Japetus Steenstrup
Johannes Japetus Smith Steenstrup, född 8 mars 1813, död 20 juni 1897, var en dansk zoolog, geolog och professor vid Köpenhamns universitet; far till Johannes Steenstrup; bror till Mathias Steenstrup; farbror till Knud Steenstrup.
Steenstrup är mest känd för sina insatser inom den förhistoriska zoologin, där han skapade den grundval som man sedan byggt vidare på. Sina vetenskapliga slutsatser grundade han på fynd på havsbottnar, i torvmossar och i skalbankar. Han insåg att några skalbankar var skapade av människor. Ordet kökkenmöding blev en internationellt accepterad term. Utifrån fynden i kökkenmöddingarna kunde han beskriva levnadsförhållandena för djur och människor under förhistorisk tid.
Steenstrups största insats var att han inom forntidsforskningen införde strängare vetenskapliga krav. Han var en mycket uppskattad föreläsare och vann internationell berömmelse och respekt. Steenstrup var ledamot av Kungliga Vetenskapsakademien från 1857. Han står numera staty framför Köpenhamns universitet.